# أيت زينب
أيت زينب هي جماعة قروية في إقليم ورزازات بجهة درعة تافيلالت، وهي تضم 10062 نسمة، حسب الإحصاء العام للسكان والسكنى لسنة 2014.

## دواوير الجماعة
- دوار إتلوان
- دوار تزنتوت
- دوار تابوراحت
- دوار تسلمانت
- دوار تكيرت
- دوار أيت بمحمد
- دوار امزوغن
- دوار تسركات
- دوار اكيلال
- دوار أيت بن حدوا
- دوار تمداخت
- دوار تزلفت

## التعليم
قائمة المؤسسات التعليمية في جماعة أيت زينب:
- مجموعة مدارس أيت بن حدو
- مجموعة مدارس تازنتوت
- مدرسة إتلوان